# Бородаи
Бородаи (укр. Бородаї) — село, Водянобалковский сельский совет, Диканьский район, Полтавская область, Украина.
Село ликвидировано в 1987 году.

## Географическое положение
Село Бородаи находилось на левом берегу реки Средняя Говтва, недалеко от её истоков, ниже по течению на расстоянии в 1,5 км расположено село Водяная Балка. Река в этом месте пересыхает.